# Bundu (Indien)
Bundu ist eine Kleinstadt (Notified Area) im indischen Bundesstaat Jharkhand.
Bundu liegt 35 km südöstlich von Ranchi, der Hauptstadt von Jharkhand. Die nationale Fernstraße NH 33 (Ranchi–Jamshedpur) führt an Bundu vorbei. Touristische Attraktionen sind das
Surya Mandir und die Dassam-Wasserfälle.
Beim Zensus 2011 betrug die Einwohnerzahl 21.054, 2001 betrug sie noch 18.505.